# 聖科斯梅縣

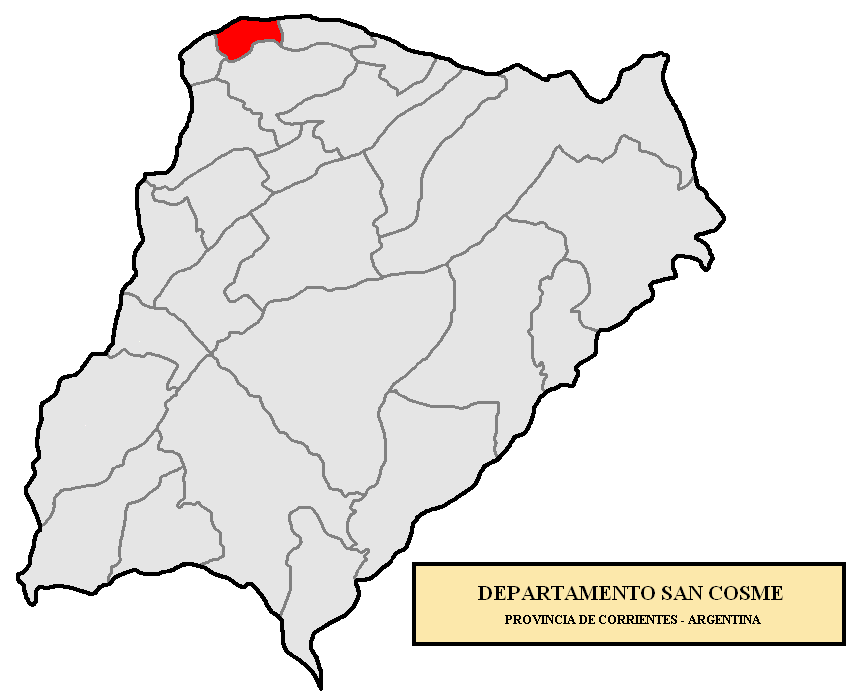

27°31′S 58°34′W / 27.517°S 58.567°W
聖科斯梅縣（西班牙語：Departamento San Cosme），是阿根廷的縣份，位於該國北部科連特斯省，首府設於聖科斯梅，北面是巴拉圭，面積591平方公里，2010年人口14,381，人口密度每平方公里24.33人。